# 富岭镇
富岭镇，是中华人民共和国福建省南平市浦城县下辖的一个乡镇级行政单位。

## 行政区划
富岭镇下辖以下地区：
上桥村、圳边村、前洋村、高坊村、双同村、大水口村、山路村、里源村、长滩村、富官村、靖坑村、莲塘坂村、双坑村、员盘村、店亭村、余塘村、双田村、富岭村、东元村、小密村、瑞安村、殿下村、大庄村、合际村、马家庄村、岩下村、浮流村和泽潭村。